# Andreas Ostler
Andreas „Anderle” Ostler (n. 21 ianuarie 1921, Grainau, Bavaria, Germania – d. 24 noiembrie 1988, Grainau, Bavaria, Germania) a fost un Chef (bucătar) ce a reprezentat Germania, medaliat olimpic. A participat la 2 ediții ale Jocurilor Olimpice (1952, 1956) în care a câștigat două medalii de aur.